# 大阪自由大学
大阪自由大学（おおさかじゆうだいがく、英称：Osaka Freedom University）は、市民の交流、生涯教育プログラムを提供する日本の一般社団法人。正式名称は、一般社団法人大阪自由大学。

## 概要
大阪を拠点に、一般市民向けに公開講座を提供し、市民や世代間の交流を促進するプロジェクト。大学を名乗っているが、学校教育法下の学校法人・大学ではない。特定の校舎を持たず、大阪府内の公共施設、民間施設、専門学校などを教室として使用し、運営はボランティアで行っている。2012年7月、初代学長に木津川計（雑誌「上方芸能」発行人）が就任して設立。2014年4月、一般社団法人登録。現学長は倉光弘己（2014年7月～）

## 活動内容
大阪の文化と歴史の伝統を受け継ぎながら、世代間の交流を促し、多彩な知恵が交わる場を目指して活動を展開している。初代学長の木津川計のもとで、顧問団に山折哲雄（宗教学者）、鷲田清一（哲学者）を迎えて公開講座（文楽、落語、演劇、映画、文学など）、連続講演会、歴史シンポジウム、公開サロンなどを開いた。現在の学長は倉光弘己（大阪ガスエネルギー文化研究所初代所長、元神戸大学教授、2016年7月～）。運営スタッフは新聞社、放送局、出版社などメディアのBOが多い。

## 主な講座・イベント
- 新・大阪学事始（2018年3月～）
- 大阪精神の系譜
- 連続講演会
- 歴史散歩
- 文章教室
- 短歌講座
- 読書カフェ

## 沿革
- 2011年12月、大阪自由大学準備講座開講
- 2012年7月、任意団体「大阪自由大学」を設立。設立講演会を開く
- 2014年4月、一般社団法人登録
- 2014年7月、2代目学長に倉光弘己就任
- 2015年2月、大阪自由大学賞を募集